# Esteghlal Ahvaz
Esteghlal Ahvaz ist ein iranischer Fußballverein aus Ahvaz.

## Geschichte
Esteghlal Ahvaz wurde 1948 als Abzweigung von Taj Teheran gegründet. Der Gründungsname war daher Taj Ahvaz. Taj Ahvaz konnte nicht in die oberste iranische Liga aufsteigen, da das Reglement zwei Vereine mit dem gleichen Namen nicht zuließ.
Erst nach dem Iran-Irak-Krieg war es dem Verein in der Spielzeit 1991/92 gestattet trotz Namensüberschneidung in der höchsten iranischen Spielklasse, damals die Azadegan League, zu spielen. In der Saison 1996/97 stieg der Klub ab und erst in der Spielzeit 2001/02 gelang der Aufstieg in die Persian Gulf Pro League.
Der Verein hat noch keine nationale/internationale Titel gewonnen.
Die Saison 2014/15 beendete Esteghlal Ahvaz in der Gruppe A der zweitklassigen Azadegan League auf dem neunten Platz. Da jedoch der Erstplatzierte Foolad Novin nicht aufstiegsberechtigt war, gelang Ahvaz als Ersatz der erneute Aufstieg in die Persian Gulf Pro League.

## Erfolge
- Iranischer Zweitligameister: 2001/02

## Trainer
- Amir Ghalenoei (2002)
- Nasser Hejazi (2003–2004)
- Luka Bonačić (2004–2005)

## Spieler
- Ebrahim Mirzapour (2006–2007)
- Franck Atsou (2009–2011)